# Sakae Menda
Sakae Menda (免田栄, Menda Sakae), né le 4 novembre 1925 dans la préfecture de Kumamoto au Japon et mort le 5 décembre 2020 à Ōmuta dans la préfecture de Fukuoka, est la première personne à avoir été relâchée du couloir de la mort au Japon après un second procès qui l'avait disculpé et après y avoir passé 34 ans. Il est devenu par la suite un des principaux militants contre la peine capitale au Japon.

## Biographie
Sakae Menda est né le 4 novembre 1925 dans la préfecture de Kumamoto au Japon,.
Après son arrestation pour avoir volé du riz et trois semaines de détention, il avoua un double meurtre commis à Hitoyoshi en 1948. Reconnu coupable, il fut condamné à mort le 23 mars 1950,. La Cour suprême confirma la condamnation le 25 décembre 1951.

Incarcéré dans une cellule de 5 m2 sans chauffage et éclairée en permanence, Menda maintint qu'il était innocent, et déposa à six reprises une requête pour un nouveau procès. La requête fut enfin accordée, et il fut rejugé à partir du 27 septembre 1979. Son alibi, ignoré lors du premier procès, fut reconnu valable, et il fut acquitté le 15 juillet 1983, après avoir passé trente-quatre ans dans le couloir de la mort,,.
Il reçut 90 000 000 yens en compensation de la part du gouvernement japonais, et offrit la moitié de cette somme à une organisation dédiée à l'abolition de la peine de mort. En 2007, il participa à Paris à un congrès mondial contre la peine de mort.

Le 25 juin 2001 il participe au Premier congrès mondial contre la peine de mort  qui a réuni pendant trois jours à Strasbourg des militants abolitionnistes comme Philippe Maurice, le dernier condamné à mort français (gracié par  François Mitterrand en 1981),  Antoinette Chahine ou encore Kerry Max Cook.

Sakae Menda, qui a passé plus d'un tiers de son existence à militer pour l'abolition de la peine de mort, est mort à l'âge de 95 ans, de cause naturelle, le 5 décembre 2020, à Ōmuta, dans la préfecture de Fukuoka,,.